# Науменко Ольга Миколаївна
Ольга Миколаївна Науменко (нар. 6 грудня 1949, Москва, СРСР) — радянська і російська актриса театру і кіно, телеведуча, Народна артистка Росії (2005).
Внесена до «чистилища» бази «Миротворець».

## Біографія
Ольга Науменко народилася в родині військового. Займалася в драматичній студії у Палаці піонерів на Ленінських горах. У 1972 році закінчила Театральне училище ім. Б. Щукіна. Грає в Московському драматичному театрі імені Гоголя (з 2013 — «Гоголь-центрі»).
Знімалася в фільмі Одеської кіностудії «Тепло рідного дому» (1983).
З 2014 року веде ток-шоу «Справа ваша» на Першому каналі.
Чоловік актриси — Олександр Скворцов (1950—2009), актор театру «Ермітаж». У шлюбі прожили 32 роки.
Дочка Світлана — журналіст, вийшла заміж за француза і переїхала до Франції. Пізніше розлучилася і повернулася до Росії, переїхавши до Санкт-Петербург разом з новим коханим.

## Громадська позиція
Ольга Науменко свідомо порушила державний кордон України та співпрацювала зі структурами терористичної організації ДНР.
На запрошення Центру слов'янської культури міста Донецька 4 березня 2017 року вона відвідала Донецьк разом з іншими акторами вистави «Провінційні історії».

## Творчість

### Ролі в театрі

#### Театр імені Миколи Гоголя
- «Потворна Ельза», реж. Б. Голубовський — Ельза
- «І цю дуру я любив…», реж. А. Швецов[8] — вона
- «Полювання на жінок», реж. А. Говорухо[9] — Тетяна Рєпіна
- «Петербург»
- «Старим козацьким способом», реж. Б. Голубовський, Ю. Левицький, А. Покровський[10], є телеверсія — Раїса Гусятникова
- 2001 — «Записна книжка Тригоріна», постановник З. Яшин, реж. Е. Кемарська — Поліна Андріївна
- 2003 — «Карнавал „Ламбада“», реж. С. Яшин — Єлизавета
- 2005 — «Стомлена щастям», постановник С. Яшин, реж. В. Сорокін[11] — Ноель[12]
- 2007 — «викрадати Жінок небезпечно (Викрадення Олени)», реж. А. Говорухо[9] — Олена Ларсон'є
- 2010 — «Тітка Чарлея», реж. С. Яшин — донна Роза д'Альвадорез

#### Гоголь-центр
- 2013 — «Ідіоти» (за мотивами фільму Ларса фон Трієра), реж. Кирило Серебренніков — суддя/домогосподарка/тітка Єлисея/мати Карини
- 2015 — «Звичайна історія», реж. Кирило Серебренніков — Юлія Тафаева
- 2016 — «Персона» (за мотивами фільму Інгмара Бергмана), реж. Л. Суркова — лікар

### Ролі в кіно
- 1968 — Довгий день Кольки Павлюкова — школярка
- 1969 — Непідсудний — дівчина на сільській пошті
- 1970 — Переступи поріг — Альбіна Савицька
- 1970 — 1971 — Тіні зникають опівдні — Варвара (Варя) Устинівна Кузьміна (Морозова), молодша дочка Устина та Пистимеї Морозових, молодша сестра Федора, дружина Єгора, мати Феді
- 1973 — Чорний принц — Аннушка
- 1973 — 1983 — Вічний поклик — подруга Мані
- 1975 — Іронія долі, або З легким паром! — Галя
- 1975 — Остання жертва — Ірина Лавровна Прибіткова
- 1976 — Моя любов на третьому курсі — Оля Баннікова
- 1978 — Голубка — Віра
- 1978 — Ліки проти страху — Ольга Іллівна Панафідіна
- 1982 — Владивосток, рік 1918 — Логінова
- 1983 — Тепло рідного дому — Анка
- 1986 — Пташине молоко — Алла
- 1986 — Зіна-Зінуля — Ірина, дружина Петренка
- 1999 — Святий і грішний
- 2001 — Леді Бос — Монастирська
- 2003 — 2005 — Саша + Маша
- 2007 — Доглядальниця — Зінаїда Петрівна
- 2007 — Ти зверху, я знизу — Зіронько
- 2008 — Управа — мати Ольги Морозової
- 2008 — Терміново в номер (серія «Чорна вдова») — лікар Шестакова
- 2009 — Якось буде любов — Василина Андріївна, подруга Ангеліни Затонської
- 2011 — Врятувати чоловіка — Зоя Василівна
- 2012 — Без сліду — Ніна Коваль
- 2012 — Громадянка начальниця. Продовження — Раїса Сергіївна
- 2013 — Мар'їна Роща — Ганна Іванівна Камишова
- 2013 — Два миті любові — Тетяна Іванівна
- 2013 — Право на любов — директорка
- 2013 — Третя світова — Женя в старості
- 2014 — Будинок сплячих красунь
- 2014 — Надія — Марина Аркадіївна
- 2015 — Фамільні цінності — Ганна Горєєва, мати Тетяни
- 2015 — Людмила Гурченко — Ангеліна Степанова
- 2016 — Сім'я Светофоровых — Серафима Михайлівна
- 2017 — Небезпечні зв'язки — Валентина
- 2017 — Серце жінки
- 2018 — Молодіжка — Лідія, дружина Івана Качалова